# Patrick Femerling
Patrick Oliver Femerling (Hamburg, Alemanya, 4 de març de 1975) és un exjugador i entrenador professional de bàsquet alemany. Amb 2,15 metres d'alçada i 116 kg ocupava la posició de pivot.
Es va formar en l'equip de la Universitat de Washington, on va jugar tres anys competint en la Lliga Universitària dels Estats Units. Com que no va ser escollit en els draft de l'NBA va tornar a Alemanya i va fitxar per l'ALBA Berlín, amb el qual va guanyar una copa i dues lligues alemanyes. Posteriorment va jugar dues temporades a l'Olympiakos, amb el qual va guanyar la Copa de Grècia. L'any 2002 va fitxar pel FC Barcelona, entrenat per Svetislav Pešić, que havia estat el seu entrenador a l'ALBA Berlin. Al conjunt català hi va guanyar dos Lligues ACB, una Copa i una Eurolliga.
El 2004 va tornar a Grècia i fitxà pel Panathinaikos BC d'Atenes, amb el qual va guanyar la Lliga grega de la temporada 2004-2005.

## Trajectòria
- Düsseldorf (categories inferiors)
- 1995-1998: Universitat de Washington (NCAA, Estats Units)
- 1998-2000: Alba Berlín (Alemanya)
- 2000-2002: Olympiakos (Grècia)
- 2002-2004: FC Barcelona (Espanya)
- 2004-2006: Panathinaikos BC (Grècia)
- 2006-2007: Caja San Fernando (Espanya)
- 2007-2008: ALBA Berlin (Alemanya)
- 2008-2009: Antalya Büyükşehir Belediyesi (Turquia)
- 2009-2011: ALBA Berlin (Alemanya)

## Palmarès

### Títols internacionals de selecció
- 1 medalla de bronze en el Campionat mundial de bàsquet d'indianàpolis el 2002.

### Títols internacionals de club
- 1 Eurolliga: 2002-2003, amb el FC Barcelona.

### Títols nacionals de club
- 2 Lligues ACB: 2003, 2004, amb el FC Barcelona.
- 1 Copa del Rei de Bàsquet: 2002-2003, amb el FC Barcelona.
- 3 Lligues d'Alemanya: 1999, 2000 i 2008, amb l'ALBA Berlín.
- 1 Copa d'Alemanya: 1998-1999, amb l'ALBA Berlín.
- 2 Lligues de bàsquet de Grècia: 2004-05 i 2005-06, amb el Panathinaikos BC.
- 2 Copes de Grècia: 2001-2002 i 2004-2005, amb l'Olympiakos Pireo i amb el Panathinaikos BC.